# 中西阿爾諾
中西阿爾諾（日语：／ Naka-nishi Aruno */?，2003年3月17日—）是日本偶像藝人，為女子團體乃木坂46的成員，千葉縣千葉市出身，2022年以乃木坂46五期生出道。

## 經歷
2021年，中西因朋友推薦，而參加乃木坂46五期生徵選，9月19日，通過徵選。
2022年2月23日，於官方直播「乃木坂46時間TV」中，公開亮相，3月23日，中西於單曲《Actually》中，首次由五期生擔任單曲center，4月28日，乃木坂46五期生部落格開設。以每日1名成員的方式輪流撰寫，中西於5月8日開始，每隔12天撰寫一篇部落格。
2023年1月6日，與伊藤理理杏、矢久保美绪、池田瑛紗、柴田柚菜在乃木神社一起舉行成人式，1月10日，中西感染新冠肺炎，並以在家休養，3月29日，與五期生共同演出電視劇《古書堂ものがたり》，11月，成為《乃木坂46的「乃」》的MC，12月，在TBS頻道播出的《spicy sessions》中，中西擔任主持人，12月3日，出演綜藝節目「有吉ぃぃeeeee！」，12月6日，在單曲《Monopoly》收入的Under曲《回憶無法止息》中，擔任center。
2024年4月13日，出演五期生音樂劇《乃木坂46"5期生"版音樂劇「美少女戰士」2024》，中西飾演水野亞美（Team STAR)一角 。
2024年7月7日，乃木坂46公佈第36單選拔名單，中西時隔兩年（6首單曲）後再次復歸選拔，與川崎櫻一同成為第三排中心成員。
2025年3月2日，乃木坂46公佈第38單選拔名單，中西與井上和共同擔任center，時隔三年（8首單曲）後再次成為center。

## 人物
- 暱稱為「阿魯諾」（アルノ）、 「阿魯諾醬」（アルノちゃん）、 「阿魯」（アル）、 「阿魯魯」（アルル）、 「阿魯醬」（アルちゃん） 。
- 特技是唱歌。
- 興趣是看電影。
- 喜歡的科目是國語（日本語），不擅長體育及理科。
- 最喜歡的食物是馬卡龍。
- 優點是對生物友善。
- 弱點是雙手笨拙。
- 最喜歡的乃木坂46歌曲是《第幾次的藍天？》。
- 其名字取自義大利的阿爾諾河。當她的父母去旅行時，對此河流留下了深刻的印象[34]。
- 在NHK節目「NHK俳句」中使用筆名「青山粉蝶」（青山ネモフィラ）為律名作俳句。
- 與四期生成員松尾美佑曾就讀同一間小學並同為圖書館委員，中西比松尾大一年級[35]
- 喜歡爬蟲類，與同樣喜歡爬蟲類的乃木坂三期生成員向井葉月友好。
- 家中飼養了倉鼠和蜥蜴。

## 音樂作品
- 標註「★」符號表示該首歌曲有拍攝MV。

### 乃木坂46

#### 單曲
|      | 發售日期       | 單曲名稱           | 參與單曲名稱             | MV | 備註             |
| ---- | -------------- | ------------------ | ------------------------ | -- | ---------------- |
| 29th | 2022年2月23日  | Actually…          | Actually…                | ★  | center           |
| 29th | 2022年2月23日  | Actually…          | 絕望前一秒               |    | 出道曲           |
| 30th | 2022年8月31日  | 喜歡是件搖滾的事！ | 像撕下OK繃一般的分手方式 | ★  |                  |
| 31st | 2022年12月7日  | 不存在於此的事物   | 17分鐘                   | ★  |                  |
| 32nd | 2023年3月29日  | 人們終將再度追夢   | 違心之事                 | ★  |                  |
| 32nd | 2023年3月29日  | 人們終將再度追夢   | 我們的道別               |    |                  |
| 33rd | 2023年8月23日  | 獨自一人的天堂     | 試著不去想               | ★  |                  |
| 33rd | 2023年8月23日  | 獨自一人的天堂     | 命的褻瀆                 |    |                  |
| 34th | 2022年12月6日  | Monopoly           | 回憶無法止息             | ★  | center           |
| 34th | 2022年12月6日  | Monopoly           | 牧羊人啊                 |    |                  |
| 34th | 2022年12月6日  | Monopoly           | 總有一天，那首歌…        | ★  |                  |
| 35th | 2024年4月10日  | 機會平等           | 車道側                   | ★  |                  |
| 35th | 2024年4月10日  | 機會平等           | 「掰掰」令人痛苦         | ★  |                  |
| 36th | 2024年8月21日  | 放縱日             | 放縱日                   | ★  |                  |
| 36th | 2024年8月21日  | 放縱日             | Keep in touch            |    |                  |
| 36th | 2024年8月21日  | 放縱日             | 宣洩狂熱的方式           | ★  |                  |
| 37th | 2024年12月11日 | 步道橋             | 步道橋                   | ★  | 十一福神         |
| 37th | 2024年12月11日 | 步道橋             | 對相對論提出異議         | ★  |                  |
| 37th | 2024年12月11日 | 步道橋             | 落雪之日再相見吧         |    |                  |
| 38th | 2025年3月26日  | 臍橙               | 臍橙                     | ★  | 與井上和雙center |
| 38th | 2025年3月26日  | 臍橙               | 懷念之情的前方           | ★  |                  |

## 演出

### 電視劇
- 古書堂ものがたり（2023年4月12~2023年6月13日）-第5、6集【熊貓低語】[36][37]

### 電視節目
- NHK俳句（日语：NHK俳句）（NHK教育頻道） - 「從零開始俳句」單元 → 第四週常規演出
- 有吉ぃぃeeeee！（2023年12月3日，東京電視台）- 嘉賓[38]
- Spicy Sessions（日语：Spicy Sessions）（2023年12月—，月播一次，TBS頻道1）- 與黑澤薰（日语：黒沢薫）共同主持

### 舞台劇
- 乃木坂46"5期生"版音樂劇「美少女戰士」2024（2024年4月12日ー29日，IMM THEATER）：飾演 月野兔（Team STAR）[39][40]

## 書籍

### 雜誌
- BOMB9月號(2023年8月9日)-封面[41]

- 週刊少年Magazine40號(2023年9月6日，講談社)-封面[42][43]

- 週刊WEEKLY PLAYBOY52號(2023年12月11日，集英社)-封面[44][45]

## 外部連結
- 官方网站
- 官方博客